# Фріденфельс
Фріденфельс (нім. Friedenfels) — громада в Німеччині, розташована в землі Баварія. Підпорядковується адміністративному округу Верхній Пфальц. Входить до складу району Тіршенройт.
Площа — 16,28 км2. Населення становить 1225 ос. (станом на 31 грудня 2020).